# Al-Shamal SC
Al-Shamal SC (ar. نادي الشمال الرياضي) – katarski klub piłkarski, mający siedzibę w mieście Ar-Ruwajs, grający w sezonie 2023/2024 w Qatar Stars League.
Klub został założony 1 stycznia 1980, a jego barwami są biały i czerwony.
W sezonie 1995/1995 zespół zdobył puchar Kataru. Klub rozgrywa swoje mecze na charakterystycznym ze względu na podobieństwo do fortu Al-Shamal SC Stadium.

## Sukcesy

### Trofea krajowe
| \| \| Zdobyte trofea w rozgrywkach Kataru (stan 17 lutego 2024) \| |                                                           |      |          |
| Rozgrywki                                                          | Osiągnięcie                                               | Razy | Sezon(y) |
| Mistrzostwo                                                        | I miejsce                                                 | 0    |          |
| Mistrzostwo                                                        | II miejsce                                                | 0    |          |
| Puchar Kataru                                                      | zdobywca                                                  | 0    |          |
| Puchar Kataru                                                      | finalista                                                 | 0    |          |
| Superpuchar Kataru                                                 | zdobywca                                                  | 1    | 1995/96  |
| Superpuchar Kataru                                                 | finalista                                                 | 0    |          |
| Katar                                                              | Zdobyte trofea w rozgrywkach Kataru (stan 17 lutego 2024) |      |          |

## Obecny skład
Stan na 17 lutego 2024
| Nr | Poz. | Piłkarz             |
| -- | ---- | ------------------- |
| 1  | BR   | Ahmed Dur Saberi    |
| 3  | OB   | Younes El Hannach   |
| 4  | PO   | Mohammed Al Jabri   |
| 5  | OB   | Matías Nani         |
| 6  | PO   | Omid Ebrahimi       |
| 7  | NA   | Mohsen Al-Yazidi    |
| 8  | OB   | Mouafak Awad        |
| 10 | NA   | Abdulaziz Al-Ansari |
| 11 | NA   | Ricardo Gomes       |
| 12 | PO   | Magid Mohamed       |
| 14 | NA   | Salmin Atiq         |
| 15 | OB   | Khalifa Saad        |
| 17 | PO   | Zaid Aboulros       |
| 18 | PO   | Hamad Mansour       |
| 19 | PO   | Faisal Azadi        |

| Nr | Poz. | Piłkarz             |
| -- | ---- | ------------------- |
| 20 | PO   | Talal Muneer        |
| 22 | NA   | Hassan Palang       |
| 23 | OB   | Fahad Shenain       |
| 24 | OB   | Jeison Murillo      |
| 27 | OB   | Diyab Haroon        |
| 30 | BR   | Hassan Idriss Dicko |
| 34 | NA   | Muhammad as-Sajjid  |
| 44 | PO   | Mahdi Al-Mejaba     |
| 45 | BR   | Abdalla El-Rady     |
| 47 | OB   | Fahad Waad          |
| 67 | OB   | Jassem Al-Hashemi   |
| 88 | NA   | Omar Mohamed        |
| 92 | BR   | Babacar Seck        |
|    | PO   | Younès Belhanda     |
|    | NA   | Ahmed Hagana        |